# Leucophenga sericea
Leucophenga sericea är en tvåvingeart som först beskrevs av Lamb 1914.  Leucophenga sericea ingår i släktet Leucophenga och familjen daggflugor.
Artens utbredningsområde är Seychellerna. Inga underarter finns listade i Catalogue of Life.